# Jane Sinclair Wells
Pour les articles homonymes, voir Sinclair et Wells.
Jane Kathleen Sinclair Wells (née en 1952) est une compositrice et saxophoniste britannique,.

## Biographie
Elle a commencé ses études au département junior du Royal College of Music, puis a passé cinq ans à étudier l'enseignement de la musique dans les universités de Durham, Sussex et Southampton. Elle a étudié la composition avec David Lumsdaine et Jonathan Harvey . Plus tard, elle a suivi des cours d'éducation des adultes, travaillant avec des personnes âgées fragiles et faisant de la musique avec des adultes handicapés d'apprentissage. Wells a travaillé à Londres de 1978 à 1987, où en plus de composer, elle a enseigné aux adultes et a dirigé des sessions de création musicale pour enfants pour le Battersea Arts Centre et l'ensemble de musique Gemini.
Wells a déménagé sur la côte nord de Norfolk en 1987 pour une résidence de trois ans en tant que compositeur / musicien dans un petit centre artistique local. La résidence est devenue Norfolk Music Works, une organisation communautaire avec laquelle Wells a travaillé jusqu'en 1994. Elle est ensuite devenue une musicienne engagée dans le comté du Lincolnshire jusqu'en 1998 et a créé une agence de musique pour le comté appelée «Soundlincs». Pendant ce temps, elle était également compositrice en éducation PRS.
En 2003, Wells a rejoint le Hoofbeat Streetband avec Chris Balch, Dawn Loombe, Richard Hall et Derek Paice, jouant de la musique pour accordéon, percussions, saxophones et trombone. Quatre ans plus tard, en 2007, Wells et Noralf Mork ont commencé à codiriger le Big Heart and Soul Choir (créé en 1997) à Castleacre, Norfolk. Toute la musique est enseignée à l'oreille, les participants n'ont donc pas besoin de lire la musique. La chorale met l'accent sur le plaisir tout en chantant ensemble en groupe. 
Wells travaille également comme tuteur pour le Natural Voice Network et pour Sing Your Heart Out, une série d'ateliers conçus pour aider les gens à améliorer leur santé mentale en chantant pour le plaisir. Initialement développés pour les clients des Norfolk Mental Health Services, les ateliers sont gratuits et ouverts à tous. Ils sont soutenus par des dons. 
Wells a reçu des commandes d'oeuvres de la part de:
- DanceEast (2010)
- Orchestre de l'est de l'Angleterre
- Quatuor de clarinettes Entertainers (1982)
- Orchestre de chambre de l'Union européenne (2015)
- Ian Spink (1981)
- Ida Carroll Trust (2015)
- Intermédia (1984)
- John Turner
- École du samedi matin de Kings Lynn (1987)
- Fédération des écoles primaires de Litcham (1988)
- Ludus Dance-in-Education Company (1983)
- Faire de la musique (2004)
- Rosemary Butcher Dance Company (1979)
- RVW Trust (2008)
- École primaire de West Walton (2000)
- Worfield Charity Concert Trust (1980)

## Discographie
- Musique occasionnelle: Ensemble de compositeurs[6] (Metier MSV CD92043)[7]
- Pied Piper: John Turner et Ensemble (2009; Campion Cameo 2082)